# Diocesi di Ajaccio
La diocesi di Ajaccio (in latino Dioecesis Adiacensis) è una sede della Chiesa cattolica in Francia suffraganea dell'arcidiocesi di Marsiglia. Nel 2022 contava 277.000 battezzati su 340.000 abitanti. È retta dal vescovo cardinale François-Xavier Bustillo, O.F.M.Conv.

## Territorio
La diocesi comprende l'intera isola francese di Corsica.
Sede vescovile è la città di Ajaccio, dove si trova la cattedrale dell'Assunzione di Maria Vergine.
Il territorio si estende su 8.722 km² ed è suddiviso in 434 parrocchie, raggruppate in 11 decanati:
- decanato di Ajaccio est, con 5 unità pastorali;
- decanato di Ajaccio ovest, con 5 unità pastorali;
- decanato del Capo, con 7 unità pastorali;
- decanato di Bastia, con 4 unità pastorali;
- decanato di Golo, con 12 unità pastorali;
- decanato della Balagna, con 9 unità pastorali;
- decanato del Cortenese, con 8 unità pastorali;
- decanato di Piana-Vico-Sari, con 8 unità pastorali;
- decanato di Prunelli-Taravo-Valinco, con 9 unità pastorali;
- decanato della Piana Orientale, con 10 unità pastorali;
- decanato dell'Estremo Sud, con 6 unità pastorali.

## Storia
I dati archeologici hanno dimostrato che il cristianesimo fece la sua comparsa in Corsica già alla fine del I secolo o all'inizio del II. Incerta invece è l'origine della diocesi di Ajaccio, la cui antichità in passato è stata legata alla figura di sant'Eufrasio, a cui in origine era dedicata la cattedrale, che venne identificato con uno dei sette viri apostolici che, secondo la tradizione, accompagnarono san Paolo nel suo viaggio in Spagna.
L'esistenza della diocesi è attestata con certezza alla fine del VI secolo e agli inizi del secolo successivo grazie alle lettere di Gregorio Magno. In una di queste, datata 17 giugno 601, il papa si lamenta con Bonifacio, defensor Corsicae, che Ajaccio sia da tempo senza vescovo; in un'altra lettera del 602 lo stesso pontefice accenna al nuovo vescovo, senza menzionarne il nome e qualificandolo semplicemente come electus.
Il primo vescovo noto è Benedetto, che nel 649 partecipò al concilio Lateranense nel quale fu condannato il monotelismo. Con il VII secolo la Corsica divenne possedimento diretto dei papi entrando a far parte del Patrimonium Sancti Petri e le sei diocesi isolane, Ajaccio compresa, furono rese immediatamente soggette alla Santa Sede.
Come tutte le diocesi corse, anche quella di Ajaccio, che comprendeva la parte meridionale dell'isola, era suddivisa in pievi, a loro volta suddivise in parrocchie. Le pievi della diocesi era dodici: Ajaccio, Bonifacio, Mezzana, Celavo, Cauro, Ornano, Talavo, Cruscaglia, Valle, Veggiani, Tallano e Sartena. Nel 1516 papa Leone X incorporò la pieve di Bonifacio all'arcidiocesi di Genova.
A partire dall'XI secolo i papi persero progressivamente il loro potere sulla Corsica, che divenne terra di conquista e di aspre dispute fra le due repubbliche di Genova e di Pisa. Il 27 aprile 1092 Ajaccio e le altre diocesi isolane divennero suffraganee dell'arcidiocesi di Pisa. Ma il 19 marzo 1133 papa Innocenzo II dovette assegnare tre di queste suffraganee, Nebbio, Mariana e Accia, all'arcidiocesi di Genova, mentre le altre, Sagona, Aleria e Ajaccio, rimasero a Pisa, al cui arcivescovo fu concesso il titolo di primate di Corsica, che conserva ancora oggi.
Nel XVI secolo fu costruita l'attuale cattedrale, in sostituzione della precedente demolita nel 1553; venne consacrata nel 1593.
Il 14 marzo 1770, con il breve Cum insula Corsica, papa Clemente XIV concesse a re Luigi XV di Francia il diritto di nomina dei vescovi corsi, riservadosi tuttavia gli antichi diritti spirituali e temporali di cui la Santa Sede godeva da tempo immemorabile sull'isola, in particolare quello di consacrare i nuovi vescovi.
Il 1º luglio 1790 la legge francese obbligò alla soppressione di tutte le diocesi corse, ad eccezione di quella di Bastia, che in precedenza era stata la sede dei vescovi di Mariana. Tutti i vescovi corsi rifiutarono di prestare il prescritto giuramento alla Costituzione civile del clero e si rifugiarono in Italia. Per la diocesi di Bastia il 28 maggio 1791 venne eletto Ignace-François Guasco, che ritratterà il 23 dicembre 1794.
In seguito al concordato con la bolla Qui Christi Domini di papa Pio VII del 29 novembre 1801 la diocesi rivoluzionaria di Bastia fu soppressa, mentre la diocesi di Ajaccio fu riconosciuta come l'unica per l'intera isola; fino al 1816 comprendeva anche l'isola d'Elba, Capraia e il Principato di Piombino, che erano stati annessi all'impero francese, assieme ad alcune parrocchie situate nel comune di Castiglione della Pescaia. Contestualmente divenne suffraganea dell'arcidiocesi di Aix.
Nel 1817 un nuovo concordato con il regno di Francia e la seguente bolla Commissa divinitus di Pio VII (27 luglio) prevedevano la restaurazione dell'arcidiocesi di Arles, di cui Ajaccio e Marsiglia erano le suffraganee. Queste disposizioni tuttavia non ebbero effetto, poiché il concordato non fu ratificato dal parlamento di Parigi. La bolla Paternae charitatis del 6 ottobre 1822 confermò l'appartenenza di Ajaccio alla provincia ecclesiastica di Aix.
L'8 dicembre 2002, con la riorganizzazione delle circoscrizioni diocesane francesi, è entrata a far parte della provincia ecclesiastica dell'arcidiocesi di Marsiglia.
Il 15 dicembre 2024 ha ospitato il 47º viaggio apostolico di papa Francesco, primo pontefice a visitare la Corsica.

## Cronotassi dei vescovi
Si omettono i periodi di sede vacante non superiori ai 2 anni o non storicamente accertati.
- Evandro ? † (menzionato nel 313)[12]
- Anonimo † (menzionato nel 602)
- Benedetto † (menzionato nel 649)
- Nicolao † (prima del 900 - dopo il 909)
- Riccobono † (prima del 930 - dopo il 936)
- Guglielmo † (menzionato nel 1126)[13]
- Giovanni † (menzionato nel 1179)
- Ildebrando † (menzionato nel 1238)
- Aimerico † (circa 1309 - 1322 deceduto)
- Vitale Gracchi, O.E.S.A. † (dicembre 1322 - 1328 deceduto)[14]
- Nicola † (menzionato nel 1328)[15]
- Manfredo di Calcinaria, O.F.M. † (13 novembre 1342 - 1345 deceduto)
- Bertrando Escarpiti, O.F.M. † (20 giugno 1345 - 14 agosto 1348 nominato vescovo di Assisi)
- Filippo de Ursone, O.F.M. † (11 novembre 1348 - ?)
- Gerardo †
- Vincenzo di Sassari, O.F.M. † (20 maggio 1351 - 1369 deceduto)
- Simone † (19 dicembre 1369 - 1401 deceduto)
- Pietro † (11 febbraio 1401 - 1411)
- Marco, O.S.B. † (21 marzo 1411 - ?)
- Paolo Alberti, O.F.M. † (13 maggio 1420 - 4 settembre 1422 nominato vescovo di Ascoli Piceno)
- Andrés Díaz de Escobar, O.S.B. † (4 settembre 1422 - 5 maggio 1428 nominato vescovo titolare di Megara)
- Luca da Offida, O.E.S.A. † (31 gennaio 1429 - 1438 deceduto)[16]
- Valeriano Calderina † (26 maggio 1438 - 18 luglio 1438 nominato vescovo di Sagona)
- Raffaele Spinola, O.F.M. † (6 agosto 1438 - 1441 dimesso)
- Albertino de Corti † (menzionato nel 1441)[17]
- Ranuccio Spinola † (1442 - 1457 deceduto)
- Deodato Bocconi † (20 maggio 1457 - ? deceduto)
- Paolo de Bonifaci † (6 febbraio 1477 - ? dimesso)
- Giacomo de Marco (Mancoso Marcelli ?) † (menzionato l'8 giugno 1481)
- Gabriele de Franchi, O.P. † (2 ottobre 1482 - dopo il 1489)
- Paolo Fregoso † (1493 - 22 marzo 1498 deceduto)
- Filippo Pallavicini, O.E.S.A. † (30 marzo 1498 - 1518 deceduto)[18]
- Giacomo Pallavicini † (30 luglio 1518 - 1539 deceduto)
- Leonardo Tornabuoni † (19 gennaio o 24 marzo 1539 - 1540 deceduto)
- Alessandro Guidiccioni † (19 gennaio 1541 - 1548 dimesso)
- Giovan Battista Bernardi † (13 aprile 1548 - 1578 dimesso)
- Cristoforo Guidiccioni † (14 maggio 1578 - 18 novembre 1582 deceduto)
  - Giuseppe Mascardi † (1582 - 1585? deceduto) (amministratore apostolico)
- Giulio Giustiniani † (28 settembre 1587 - 18 aprile 1616 deceduto)
- Fabiano Giustiniani, C.O. † (13 giugno 1616 - gennaio 1627 deceduto)
- Ottaviano Rivarola † (5 luglio 1627 - ottobre 1651 deceduto)
- Giovanni Stefano Donghi † (27 novembre 1651 - 2 agosto 1655 nominato vescovo di Imola)
- Siro Strassera, C.R. † (11 ottobre 1655 - 28 aprile 1656 deceduto)
- Giovanni Gregorio Ardizzone † (28 agosto 1656 - novembre 1685 deceduto)
- Giovanni Paolo d'Invrea, O.Cam. † (12 agosto 1686 - 10 marzo 1694 deceduto)
- Giovan Battista Gentile, O.S.B. † (13 settembre 1694 - settembre 1695 deceduto)
- Francesco Maria Sacco, C.R. † (28 novembre 1695 - 27 marzo 1697 nominato vescovo di Brugnato)
- Pietro Spinola, O.F.M.Ref. † (10 marzo 1698 - dicembre 1715 deceduto)
- Agostino Spinola, C.R.S. † (30 marzo 1716 - 23 settembre 1722 nominato vescovo di Savona)
- Carlo Maria Lomellino † (20 gennaio 1723 - 26 novembre 1741 dimesso)
- Bernardino Centurione † (27 novembre 1741 - 11 novembre 1758 deceduto)
- Benedetto Andrea Doria † (28 maggio 1759 - 17 settembre 1794 deceduto)
  - Sede vacante (1794-1801)
- Louis Sébastiani (de La Porta) † (16 giugno 1802 - 9 dicembre 1831 deceduto)
- Toussaint Casanelli d'Istria † (30 settembre 1833 - 12 ottobre 1869 deceduto)
- Pierre-Paul de Cuttoli † (21 marzo 1870 - 18 dicembre 1870 deceduto)
- François-André-Xavier de Gaffory † (6 maggio 1872 - 14 luglio 1877 deceduto)
- Paul-Matthieu de La Foata † (21 settembre 1877 - 3 gennaio 1899 deceduto)
- Louis Olivieri † (14 dicembre 1899 - 17 maggio 1903 deceduto)
  - Sede vacante (1903-1906)
- Marie-Joseph Ollivier † (21 febbraio 1906 - 21 marzo 1906 deceduto)
- Jean-Baptiste Desanti † (13 luglio 1906 - 12 febbraio 1916 deceduto)
- Auguste-Joseph-Marie Simeone † (27 maggio 1916 - 30 luglio 1926 nominato vescovo di Fréjus)
- Jean-Marcel Rodié † (29 aprile 1927 - 7 marzo 1938 nominato vescovo di Agen)
- Jean-Baptiste-Adrien Llosa † (14 settembre 1938 - 26 luglio 1966 dimesso[19])
- André Charles Collini † (26 luglio 1966 succeduto - 22 dicembre 1972 nominato arcivescovo coadiutore di Tolosa[20])
- Jean-Charles Thomas † (4 febbraio 1974 - 23 dicembre 1986 nominato vescovo coadiutore di Versailles)
- Sauveur Casanova † (13 agosto 1987 - 5 gennaio 1995 ritirato)
- André Jean René Lacrampe, Ist. del Prado † (5 gennaio 1995 - 13 agosto 2003 nominato arcivescovo di Besançon)
- Jean-Luc Brunin (6 maggio 2004 - 24 giugno 2011 nominato vescovo di Le Havre)[21]
- Olivier de Germay (22 febbraio 2012 - 22 ottobre 2020 nominato arcivescovo di Lione)
- François-Xavier Bustillo, O.F.M.Conv., dall'11 maggio 2021

## Statistiche
La diocesi nel 2022 su una popolazione di 340.000 persone contava 277.000 battezzati, corrispondenti all'81,5% del totale.
| anno | popolazione | popolazione | popolazione | presbiteri | presbiteri | presbiteri | presbiteri                | diaconi | religiosi | religiosi | parrocchie |
| anno | battezzati  | totale      | %           | numero     | secolari   | regolari   | battezzati per presbitero | diaconi | uomini    | donne     | parrocchie |
| ---- | ----------- | ----------- | ----------- | ---------- | ---------- | ---------- | ------------------------- | ------- | --------- | --------- | ---------- |
| 1950 | 249.000     | 250.000     | 99,6        | 300        | 220        | 80         | 830                       |         | 70        | 250       | 420        |
| 1959 | 159.000     | 160.000     | 99,4        | 226        | 165        | 61         | 703                       |         | 62        | 210       | 420        |
| 1970 | 178.350     | 180.000     | 99,1        | 211        | 158        | 53         | 845                       |         | 58        |           | 405        |
| 1980 | 272.000     | 292.000     | 93,2        | 170        | 112        | 58         | 1.600                     | 1       | 64        | 170       | 407        |
| 1990 | 235.000     | 251.000     | 93,6        | 133        | 99         | 34         | 1.766                     | 5       | 39        | 72        | 410        |
| 1999 | 230.000     | 253.992     | 90,6        | 89         | 58         | 31         | 2.584                     | 10      | 42        | 81        | 410        |
| 2000 | 231.000     | 255.000     | 90,6        | 75         | 58         | 17         | 3.080                     | 14      | 28        | 68        | 410        |
| 2001 | 237.000     | 261.500     | 90,6        | 93         | 69         | 24         | 2.548                     | 14      | 34        | 68        | 410        |
| 2002 | 241.150     | 261.500     | 92,2        | 97         | 74         | 23         | 2.486                     | 13      | 36        | 63        | 410        |
| 2003 | 241.150     | 261.500     | 92,2        | 100        | 71         | 29         | 2.411                     | 15      | 45        | 55        | 434        |
| 2004 | 241.150     | 261.500     | 92,2        | 102        | 69         | 33         | 2.364                     | 15      | 45        | 63        | 434        |
| 2006 | 243.000     | 263.700     | 92,2        | 103        | 71         | 32         | 2.359                     | 16      | 42        | 49        | 434        |
| 2012 | 258.200     | 278.100     | 92,8        | 71         | 47         | 24         | 3.636                     | 19      | 35        | 33        | 434        |
| 2015 | 281.500     | 307.000     | 91,7        | 71         | 51         | 20         | 3.964                     | 17      | 27        | 41        | 434        |
| 2018 | 295.000     | 324.240     | 91,0        | 72         | 54         | 18         | 4.097                     | 16      | 20        | 36        | 438        |
| 2020 | 301.000     | 331.000     | 90,9        | 75         | 56         | 19         | 4.013                     | 15      | 25        | 31        | 434        |
| 2022 | 277.000     | 340.000     | 81,5        | 76         | 56         | 20         | 3.644                     | 13      | 23        | 29        | 434        |